# De Havilland Comet
de Havilland DH.106 Comet (рус. Де Хэвилленд DH.106 «Комета») — первый в мире коммерческий реактивный авиалайнер, предназначенный для выполнения рейсов малой и средней протяжённости. Прототип «Комета-1», разработанный и изготовленный компанией de Havilland на аэродроме Хэтфилд в Хартфордшире, Великобритания, впервые поднялся в воздух в 1949 году. Он отличался аэродинамически чистой конструкцией с четырьмя турбореактивными двигателями de Havilland Ghost, расположенными в основаниях крыльев, герметичной кабиной и большими квадратными окнами. Для своей эпохи он обеспечивал относительно тихий, комфортабельный пассажирский салон и был коммерчески перспективным во время своего дебюта в 1952 году.
Однако уже через год после начала эксплуатации в авиакомпаниях начались проблемы, и в течение двенадцати месяцев три «Кометы» были потеряны в широко освещённых авариях после катастрофических разрушений во время полёта. Было установлено, что причиной двух из них стало разрушение конструкции в результате усталости металла планера — явления, не до конца изученного в то время, а третья авария произошла из-за перенапряжения планера во время полёта в сложных погодных условиях. «Комета» была снята с эксплуатации и подвергнута всесторонним проверкам. В конечном итоге были выявлены недостатки конструкции и дизайна, включая неправильную клёпку и опасную концентрацию напряжений вокруг некоторых квадратных окон. В результате «Комета» была основательно переработана, с установкой овальных окон, усилением конструкции и другими изменениями. Тем временем конкурирующие производители учли уроки, извлечённые из «Кометы», при разработке своих собственных самолётов.
Хотя продажи так и не смогли полностью восстановиться, усовершенствованная модель «Комета-2» и прототип «Комета-3» привели к созданию обновлённой серии «Комета-4», которая дебютировала в 1958 году и оставалась в коммерческой эксплуатации до 1981 года. Комета также была адаптирована для различных военных целей, таких как VIP-перевозки, медицинская и пассажирская транспортировка, а также наблюдение. Последняя «Комета-4», использовавшаяся в качестве исследовательской платформы, совершила свой последний полёт в 1997 году. Наиболее обширная модификация привела к созданию специализированного морского патрульного самолёта Hawker Siddeley Nimrod, который оставался на вооружении Королевских ВВС до 2011 года, более чем через 60 лет после первого полёта «Кометы».

## История создания

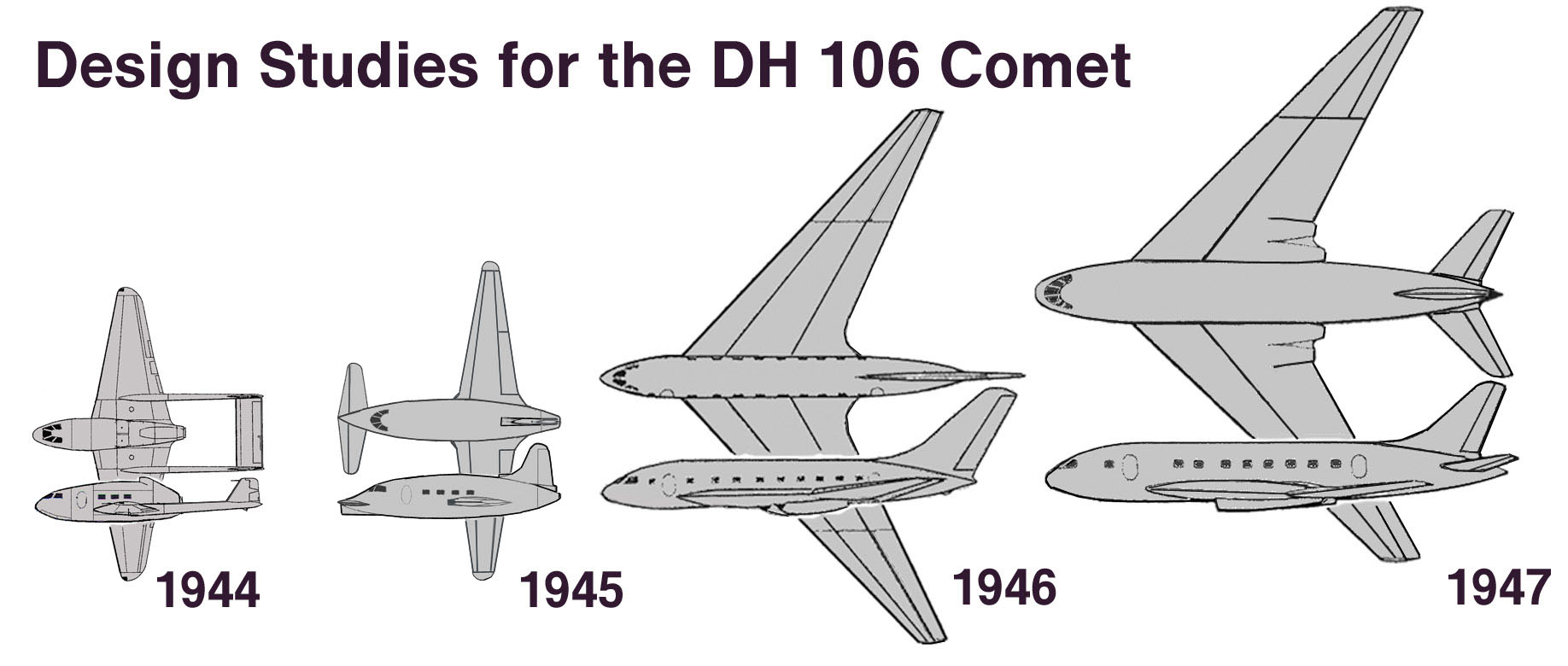
Проектные эскизы самолёта DH.106 Comet 1944—1947 гг.

### Зарождение
11 марта 1943 года кабинет министров Великобритании сформировал Комитет Брабазона, возглавляемый бароном Брабазоном, которому было поручено определить потребности Великобритании в авиалайнерах после окончания Второй мировой войны. Одна из его рекомендаций заключалась в разработке и производстве трансатлантического почтового самолёта, способного перевозить одну длинную тонну полезной нагрузки с крейсерской скоростью 640 км/ч без остановки. Авиастроительная компания de Havilland заинтересовалась этой задачей, но решила оспорить широко распространённое в то время мнение, что реактивные двигатели слишком требовательны к топливу и ненадёжны для такой роли. В результате член комитета сэр Джеффри де Хэвилленд, глава компании de Havilland, используя своё личное влияние и опыт своей компании, выступил за разработку самолёта с реактивным двигателем и предложил спецификацию для чисто турбореактивного самолёта.
Комитет принял одно из пяти предложений, назвав его «Тип IV», и в 1945 году заключил контракт с компанией de Havilland на разработку и производство самолёта под обозначением Type 106. Тип и конструкция должны были быть настолько передовыми, что компания de Havilland обязалась взять на себя проектирование и разработку как планера, так и двигателей. Это было связано с тем, что в 1945 году ни один производитель турбореактивных двигателей в мире не разрабатывал спецификацию двигателя с тягой и удельным расходом топлива, который мог бы приводить в движение самолёт на предполагаемой крейсерской высоте, скорости и трансатлантической дальности полёта, как это требовалось от Type 106. На первом этапе разработки DH.106 основное внимание уделялось почтовым самолётам малой и средней дальности с небольшими пассажирскими салонами на шесть мест, после чего проект был переработан в авиалайнер большой дальности с вместимостью 24 места.
Из всех проектов Комитета Брабазона DH.106 считался самым рискованным как с точки зрения внедрения неопробованных элементов конструкции, так и с точки зрения финансовых обязательств. Тем не менее корпорация British Overseas Airways Corporation (BOAC) сочла характеристики «Типа IV» привлекательными и первоначально предложила приобрести 25 самолётов, но в декабре 1945 года, когда был заключён твёрдый контракт, общее количество заказов было снижено до 10.
В 1946 году была сформирована проектная группа под руководством главного конструктора Рональда Бишопа, который ранее отвечал за истребитель-бомбардировщик Mosquito. Рассматривался ряд неортодоксальных конфигураций, начиная от уткообразных и заканчивая бесхвостыми, но все они были отвергнуты. Однако Министерство снабжения заинтересовалось наиболее радикальной из предложенных конструкций и заказало два экспериментальных бесхвостых DH 108, которые должны были служить опытными самолётами для испытания конфигураций со стреловидным крылом как в низкоскоростном, так и в высокоскоростном полёте. В ходе лётных испытаний DH 108 приобрёл репутацию аварийно-опасного и неустойчивого самолёта, что привело к тому, что de Havilland и BOAC стали склоняться к традиционным конфигурациям и, в обязательном порядке, к конструкциям с меньшим техническим риском. Позже DH 108 были модифицированы для испытаний системы управления силовой установки DH.106.
В сентябре 1946 года, до завершения строительства самолётов DH 108, по требованию BOAC пришлось перепроектировать DH.106 из прежней 24-местной конфигурации в более крупную 36-местную версию. Не имея времени на разработку технологии, необходимой для предложенной бесхвостой конфигурации, Бишоп выбрал более традиционную конструкцию со стреловидным крылом с углом стреловидности 20 градусов, соединённую с увеличенным фюзеляжем, вмещающим 36 пассажиров в компоновке по четыре места на ряд с центральным проходом. Вместо ранее заявленных двигателей Halford H.1 Goblin было решено установить четыре новых, более мощных двигателя Rolls-Royce Avon, расположенных попарно в основаниях крыльев. При этом в качестве промежуточного решения, пока двигатели Avon проходили сертификацию, были использованы двигатели Halford H.2 Ghost. Переработанный самолёт в декабре 1947 года получил название DH.106 Comet (рус. «Комета»). Уточнённые первые заказы от BOAC и British South American Airways составили 14 самолётов, а поставка их была запланирована на 1952 год.

### Испытания и прототипы
Так как «Комета» представляла собой новую категорию пассажирских самолётов, главным приоритетом в разработке стали тщательные испытания. С 1947 по 1948 год компания de Havilland провела обширные исследования и разработки, включая использование нескольких стендов для стресс-испытаний на аэродроме Хэтфилд как для мелких деталей, так и для крупных узлов. Секции фюзеляжа, находящиеся под наддувом, подвергались условиям высотного полёта с помощью большой декомпрессионной камеры, и испытывались до разрушения. Однако отследить места разрушения фюзеляжа с помощью этого метода оказалось сложно, и de Havilland в итоге перешла к проведению структурных испытаний с водяным баком, который можно было безопасно настроить на постепенное повышение давления. Вся передняя часть фюзеляжа была испытана на усталость металла путём многократного нагнетания давления до 19,0 кПа и дальнейшего сброса в течение более чем 16 000 циклов, что эквивалентно примерно 40 000 часов работы на воздушных линиях. Окна также были испытаны под давлением 83 кПа, что было на 32,8 кПа выше ожидаемого давления при нормальном потолке эксплуатации на высоте 11 000 м. Одна оконная рама выдержала давление в 690 кПа, что примерно на 1250 процентов превышает максимальное давление, с которым она должна была столкнуться в процессе эксплуатации.

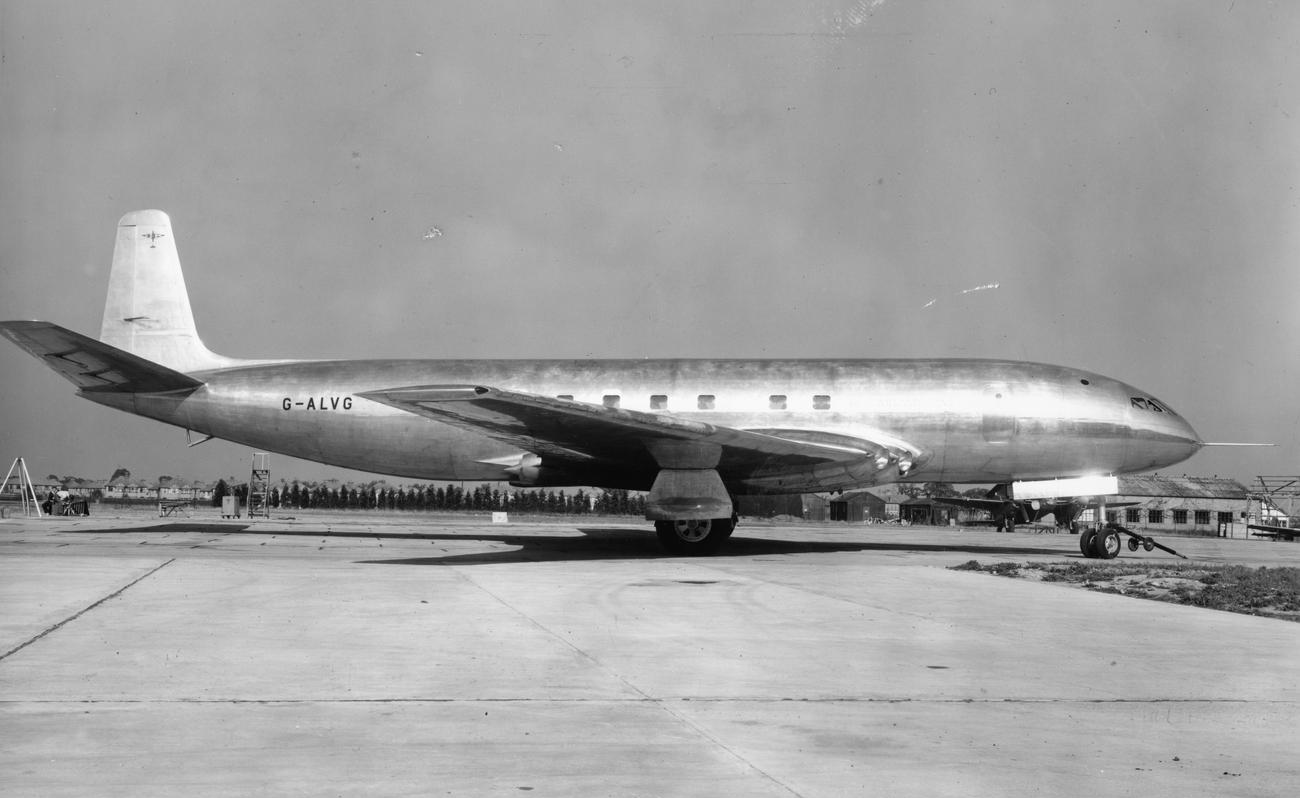
Прототип «Кометы 1» на Хэтфилд (аэродром) в октябре 1949 года

Первый прототип DH.106 Comet с маркировкой G-5-1 был завершён в 1949 году и первоначально использовался для проведения наземных испытаний и коротких ранних полётов. Первый полёт прототипа с аэродрома Хэтфилд состоялся 27 июля 1949 года и продолжался 31 минуту. В экипаж самолёта входили старший лётчик-испытатель Джон Каннингем, второй пилот Гарольд Уотерс, инженеры Джон Уилсон (электрика) и Фрэнк Рейнольдс (гидравлика), а также наблюдатель за лётными испытаниями Тони Фэйрбразер.
Прототип получил регистрационный номер G-ALVG и перед началом лётных испытаний был показан публике на авиасалоне в Фарнборо 1949 года. Год спустя второй прототип G-5-2 совершил первый полёт. Второй прототип в июле 1950 года получил регистрационный номер G-ALZK и с апреля 1951 года использовался подразделением BOAC Comet в Хурне для 500-часовой подготовки экипажей и отработки маршрутов. Австралийская авиакомпания Qantas также направила своих собственных технических экспертов для наблюдения за работой прототипов, пытаясь погасить собственную неуверенность в отношении предполагаемой покупки Comet. Внешне оба прототипа можно было отличить от более поздних «Комет» по большому одноколёсному основному шасси, которое на серийных моделях, начиная с G-ALYP, было заменено на четырёхколёсные тележки.

## Конструкция

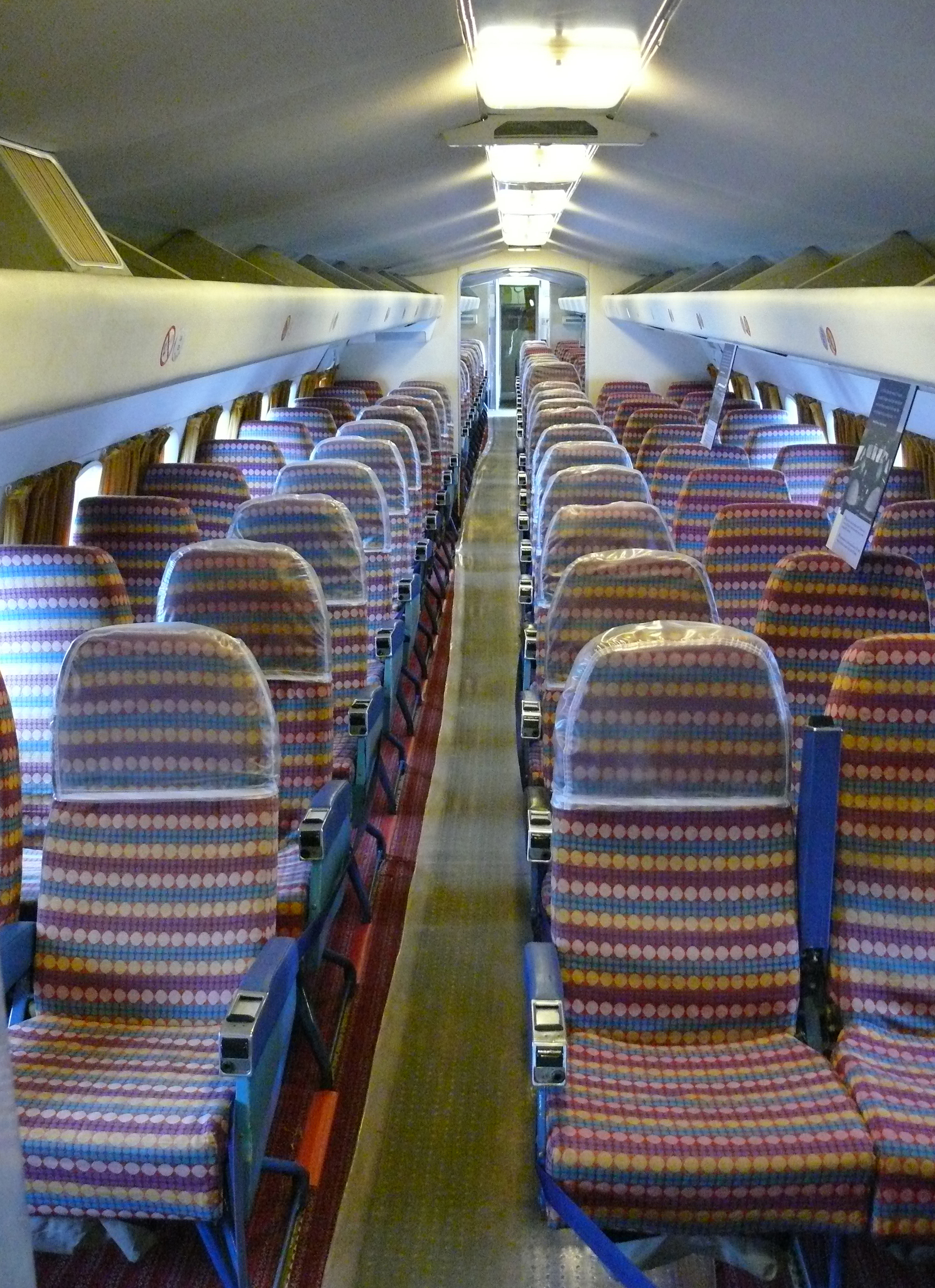
Кабина самолёта Comet 4C авиакомпании Dan-Air в National Museum of Flight

«Комета» представляла собой цельнометаллический консольный низкоплан с четырьмя реактивными двигателями и четырёхместной кабиной, в которой размещались два пилота, бортинженер и штурман. Дизайн самолёта отличался чистотой и низким аэродинамическим сопротивлением, и в нём применялись довольно редкие для того времени элементы конструкции, включая стреловидную переднюю кромку крыла, встроенные в крыло топливные баки и четырёхколёсные тележки основного шасси конструкции компании de Havilland. В крылья были встроены две пары турбореактивных двигателей.
Первые «Кометы» были сравнимы по длине с более поздними Boeing 737-100, и перевозили меньше людей в значительно более просторных условиях. Авиакомпания BOAC установила 36 откидывающихся кресел с большим расстоянием между рядами, что позволило увеличить пространство для ног. На «Кометах» Air France устанавливалось 11 рядов кресел с четырьмя креслами в ряд. Часть сидячих мест имела столики. В числе удобств были камбуз, на котором подавались горячие и холодные блюда и напитки, бар и отдельные мужские и женские туалеты. На случай чрезвычайных ситуаций было предусмотрено несколько спасательных плотов, хранившихся в крыльях возле двигателей, а под каждым сиденьем были уложены индивидуальные спасательные жилеты.
Компания BOAC активно рекламировала один из аспектов полётов на «Кометах» как самый важный — тихий, «безвибрационный полёт». Для пассажиров, привыкших к авиалайнерам с винтовыми двигателями, плавный и тихий полёт на реактивном самолёте был в новинку.

### Авионика и системы
Для удобства обучения пилотов и переоборудования парка самолётов компания de Havilland разработала компоновку кабины «Кометы» похожей на кабину самолёта Lockheed Constellation, который в то время был популярен у ключевых заказчиков, таких как BOAC. Кабина пилота включала в себя полноценное дублирующее управление для капитана и второго пилота, а бортинженер контролировал несколько ключевых систем, такие как топливо, кондиционирование воздуха и электрические системы. Штурман занимал отдельное место за столом напротив бортинженера.
Некоторые из систем авионики «Кометы» были новинкой в гражданской авиации. Одной из таких систем была система управления полётом с электроприводом, которая повышала удобство управления и безопасность самолёта за счёт того, что не позволяла аэродинамическим силам изменять положение управляющих поверхностей самолёта. Многие управляющие поверхности, включая руль высоты, были оснащены сложной системой редукторов в качестве защиты от случайного перенапряжения поверхностей или планера на высоких скоростях.
«Комета» оборудована четырьмя гидравлическими системами, включавшими две основные системы, одну вспомогательную и одну аварийную для выполнения базовых функций, в том числе выпуска шасси. Дополнительно предусматривался выпуск шасси с помощью комбинации гравитации и ручного насоса. Все четыре двигателя обеспечивали энергией гидравлические системы, систему кондиционирования пассажирского салона и противообледенительную систему. Эти системы обладали операционной избыточностью, позволявшей им функционировать даже при работе только одного двигателя. Основная часть гидравлических компонентов была сосредоточена в едином отсеке авионики. Разработанная компанией Flight Refuelling Ltd система дозаправки под давлением позволяла заполнять топливные баки «Кометы» со значительно большей скоростью по сравнению с другими методами.
Кабина пилотов «Кометы-4» претерпела значительные изменения, включавшие усовершенствованную компоновку с акцентом на бортовой навигационный комплекс. В носовой части «Кометы-4» установлен радиолокационный блок EKCO E160, обеспечивающий функции поиска, а также возможности картографирования земной поверхности и облаков. В кабине «Кометы-4» появился радиолокационный интерфейс наряду с модернизированными приборами.
Конструкторское бюро Sud-Est, работая над созданием Sud Aviation Caravelle в 1953 году, лицензировало ряд конструктивных особенностей у компании de Havilland, опираясь на предыдущее сотрудничество по более ранним лицензионным разработкам, включая DH 100 Vampire. Носовая часть и компоновка кабины «Кометы-1» были перенесены на Caravelle. В 1969 году, когда конструкция «Кометы-4» была модифицирована компанией Hawker Siddeley в качестве основы для Nimrod, компоновка кабины пилотов была полностью переработана и имела мало сходства с предшественниками, за исключением штурвала управления.

## Эксплуатация

### «Комета 1»
Первый серийный самолёт поднялся в небо 9 января 1951 года. Регулярные реактивные полёты начались 2 мая 1952 года, когда G-ALYP (Yoke Peter) покинул Лондон, чтобы совершить полёт согласно расписанию по маршруту Лондон — Рим — Бейрут — Хартум — Энтеббе — Ливингстон — Йоханнесбург. В дальнейшем девять «Комет-1», принадлежащих BOAC, обслуживали линии компании в Африке и на Дальнем востоке.

### «Комета 2» и «Комета 3»
Постепенно производство переключилось на выпуск более мощных «Комет-1А», и параллельно началась разработка и производство более совершённых «Комет-2», с двигателями Rolls-Royce Avon и многочисленными инженерными изменениями, включающими, в частности, увеличенный фюзеляж, что позволяло увеличить количество пассажиров с 36 до 44. Первый самолёт с новыми двигателями поднялся в воздух 16 февраля 1952 года, и поскольку к этому времени авиакомпании начали всерьёз воспринимать реактивные авиалайнеры, заказы на «Кометы-2» поступили от British Overseas Airways Corporation, Canadian Pacific Airlines, UAT, Air France, British Commonwealth Pacific, Japan Airlines, LAV (Venezuela) и Panair do Brasil. Ещё более впечатляющей была разработка модели «Комета 3», с намного более мощными двигателями «Avon 16», дополнительными топливными баками, вынесенными на переднюю кромку крыльев, и увеличенным на 5,64 метра фюзеляжем, что позволяло вмещать до 78 пассажиров.

### Катастрофы и прекращение использования «Комет» первых серий
Несмотря на огромный успех «Комет», не всё шло гладко. Первой была потеряна «Комета 1А», принадлежащая авиакомпании СиПиЭй. Самолёт потерпел катастрофу во время взлёта в аэропорту Карачи на пути в Ванкувер. Расследование выяснило, что пилоты слишком круто задрали нос самолёта при наборе высоты, что привело к значительному сокращению поступления воздуха в двигатели и, как следствие, резкому падению их мощности в самый критический момент полёта. Затем в районе Калькутты при пролёте мощного шторма потерпела катастрофу «Комета», принадлежащая BOAC. Эксперты сошлись на том, что самолёт разрушился в воздухе из-за мощных шквальных ветров.
10 января 1954 года первая «Комета 1», вступившая в строй (Yoke Peter), исчезла с экранов радаров над Средиземным морем через несколько минут после взлёта из аэропорта Рима. 8 апреля 1954 года та же судьба постигла ещё одну «Комету» (Yoke Yoke).
Сразу за этим последовало аннулирование свидетельства лётной годности. Это положило конец стремительному успеху первых модификаций «Комет». Необычной для современных авиалайнеров особенностью «Комет» были два квадратных иллюминатора для приёмных антенн автоматического радиокомпаса (АРК) в крыше салона около кабины пилотов. Интенсивные испытания самолёта в специальном бассейне с водой, и в полёте с датчиками напряжений, проведённые после череды аварий, показали, что их причиной была технология крепления этих квадратных иллюминаторов методом клёпки — отверстия располагались чересчур близко, и уже на стадии изготовления самолёта заклёпки могли нарушить структуру обшивки из тонкого (0,5 мм), но прочного сплава алюминия на микроскопическом уровне. В результате возникала микроскопическая трещина, которая со временем (и числом полётов) увеличивалась — при подъёме «Кометы» на высоту крейсерского полёта её фюзеляж раздувался значительным давлением, поддерживаемым в салоне, а при снижении принимал прежние размеры, тем самым подвергаясь циклической нагрузке, что способствовало развитию усталости металла. Углы иллюминаторов и люка двери служили зонами концентрации напряжений. Комбинация этих факторов в конце концов приводила к взрывообразному развитию усталостной трещины и разрушению всего фюзеляжа.
«Комета 1» никогда больше не использовалась для коммерческих рейсов. «Кометы 2» были полностью перестроены и стали использоваться в Королевских ВВС, а «Комета 3», впервые поднявшаяся в воздух 19 июля 1954 года, не была запущена в производство, как это планировалось ранее. Существовало устойчивое мнение, что вся программа должна быть прекращена, и даже в самой компании De Havilland раздавались голоса, предлагавшие полностью запретить само упоминание названия «Комета».

### «Комета 4»

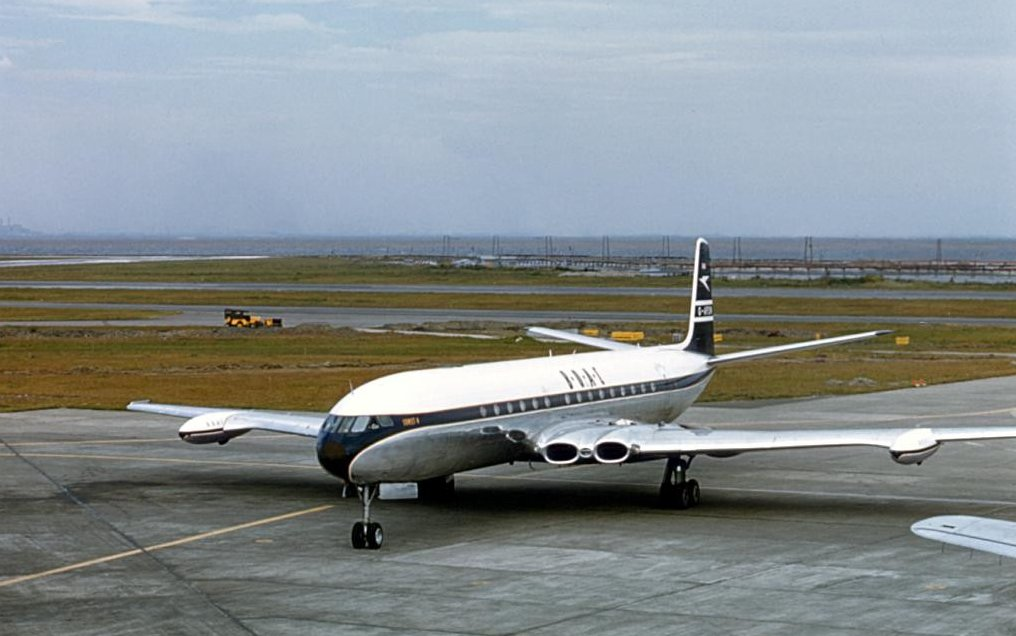
Comet 4 авиакомпании BOAC, около 1960 года

В 1955 году, после всех неприятностей, случившихся с «Кометами» ранних серий, вся программа была на грани свёртывания. Однако, во второй половине 1955 года BOAC решила разместить заказ на 19 полностью переработанных и улучшенных «Комет 4» для использования их на трансатлантическом, африканском и восточном направлениях. Это решение многим казалось тем более странным, что несмотря на все доработки «Комета 4» так и не стала по-настоящему «трансатлантическим» лайнером и не могла на равных конкурировать с Боингами 707 и Дугласами ДС-8, которые к тому времени уже были заказаны Пан Америкэн.
Первая «Комета 4» поднялась в воздух 27 апреля 1958 года. Самолёт имел те же размеры, что и «Комета 3», но был тяжелее, имел более мощные двигатели, вмещал больше топлива и был способен перевозить до 78 пассажиров на бо́льшие расстояния и с большей скоростью.
Этот самолёт совершил 14 сентября 1958 года рекордный перелёт из Гонконга в Хэтфилд за 16 часов 14 минут.
2 октября 1958 «Комета 4» авиакомпании BOAC выполнила первый в мире реактивный коммерческий трансатлантический рейс из Лондона в Нью-Йорк. Полёт против господствующих восточных ветров занял 10 часов 22 минуты с дозаправкой в Гандере; обратный полёт с попутным ветром без дозаправки занял всего 6 часов 11 минут, в то время как пропеллерные авиалайнеры тратили на это более 14 часов. Боинг 707 авиакомпании Pan Am совершил свой первый трансатлантический полёт лишь 26 октября 1958 года.
По скорости и пассажировместимости «Комета 4» сильно уступала «Боингу 707», и вскоре BOAC из коммерческих соображений заменила свои «Кометы» на более вместительный «Боинг».
Свою последнюю «Комету 4» авиакомпания BOAC вывела из флота к концу 1965 года.
В 1950-е и 1960-е годы «Кометы 4», 4B и 4C с успехом обслуживали воздушные линии во многих уголках мира. Даже в 1980-х годах лондонская авиакомпания Дэн-Эйр использовала «Кометы» четвёртой серии для чартерных перевозок и туристических полётов. Эти самолёты пользовались огромной популярностью среди туристов. Последний задокументированный полёт «Кометы 4» состоялся 14 марта 1997 года.

## Известные модификации

De Havilland Comet 4B

- Comet 1 — первая модель, запущенная в производство, и первый авиалайнер, открывший эру реактивных коммерческих полётов. В результате аварий пяти самолётов этого типа всему флоту первых модификаций Комет было отказано в сертификате авиапригодности. Всего построено девять машин (пять погибли в катастрофах).
- Comet 1A — сходна по конструкции с Comet 1. Увеличен запас горючего и усилена конструкция корпуса. Построено десять экземпляров (три катастрофы).
- Comet 1XB — модификация Comet 1А с усиленной конструкцией окон. Всего переделано четыре машины.
- Comet 2X — экспериментальный самолёт, построенный на базе Comet 1 и использовавшийся для испытания новых двигателей, и других систем для новой Comet 2. Доработан один самолёт.
- Comet 2 — модель с увеличенным корпусом и запасом горючего. Заказан несколькими авиакомпаниями, но так и не вступил в строй из-за проблем с первой моделью. Было построено двадцать две машины, но пять разобрано, три отправлено в ангар для наземных испытаний, а остальные были переработаны и использовались в британских ВВС.
- Comet C.2 — транспортный вариант, построенный на базе корпуса Comet 2. Использовался в британских ВВС. Всего переделано восемь машин.
- Comet T.2 — тренировочный, построенный на базе Comet 2. Использовался в британских ВВС, всего переделано две машины.
- Comet 2E — корпус Comet 2, оснащённый новыми двигателями и использовавшийся для испытания систем Comet 4. Две доработки.
- Comet 2R — Comet 2 с негерметичным салоном, оснащённая специальным электронным оборудованием. Использовались британскими ВВС. Всего переделано три самолёта.
- Comet 3 — экспериментальная модель с увеличенным фюзеляжем для большей вместимости пассажиров и топлива. Проект не доведён до конца из-за проблем с Comet 1. Впоследствии использовался как прототип для Comet 4B . Построен один самолёт, ещё десять не достроены и в дальнейшем разобраны.
- Comet 4 — Первый вариант «Комет», сертифицированный после катастроф «Кометы 1». По конструкции напоминал Comet 3. Всего построено двадцать восемь образцов.
- Comet 4A — короткомагистральная версия Comet 4 с увеличенным корпусом и уменьшенным размахом крыльев. Так и остался проектом, ни одной машины не было построено.
- Comet 4B — модель, схожая с Comet 4A, но с ещё более увеличенным фюзеляжем и новыми двигателями. Построено вомемнадцать машин.
- Comet 4C — последняя коммерческая модификация «Комет». Объединяла в себе удлинённый фюзеляж Comet 4B и крылья Comet 4, что обеспечивало бо́льшую пассажировместимость при стандартной дальности полётов. Всего построено двадцать три самолёта.
- Comet C.4 — транспортный вариант Comet 4C. Использовался британскими ВВС, построено пять машин.
- Comet 5 — предполагаемая новая модель, должна была составить конкуренцию Douglas DC-8 и Боинг 707 (Boeing 707). Не строилась.
- Нимрод (Nimrod) — морской разведчик, построенный на базе Comet 4C.

## Авиакомпании, использовавшие Де Хевилленд Комет
Коммерческие авиакомпании:
- Aerolineas Argentinas
- Air France
- Air India
- B.O.A.C.
- British Commonwealth Pacific
- British European Airways
- Canadian Pacific Airlines
- Channel Airways
- Dan-Air London
- East African Airlines
- Japan Air Lines
- King Ibn Saud of Saudi Arabia
- Kuwait Airways
- LAV
- Malaysia Singapore
- Mexicana Airlines
- Middle East Airlines
- Misrair
- Olympic Airways
- Royal Aircraft Establishment
- Sudan Airways
- Union Aeromaritime de Transport
- United Arab Airlines

Правительственные и военные операторы:
- Royal Canadian Air Force
- UK Ministry of Aviation[англ.]
- UK Royal Air Force

## Аварии и катастрофы
По данным сайта Aviation Safety Network по состоянию на 15 марта 2019 года в общей сложности в результате катастроф и серьёзных аварий были потеряны 25 самолётов DH-106 Comet. DH-106 Comet пытались угнать один раз, при этом никто не погиб. Всего в этих происшествиях погибли 492 человека.
| Дата       | Бортовой номер | Место аварии | Жертвы  | Краткое описание |
| ---------- | -------------- | ------------ | ------- | --- |
| 26.10.1952 | G-ALYZ         | Рим          | 0/43    | Потерпел аварию во время взлёта из-за ошибки пилота. |
| 03.03.1953 | CF-CUN         | Карачи       | 11/11   | Не смог взлететь из-за недостаточного опыта пилота управлением De Havilland Comet ночью. Выкатился за пределы взлётно-посадочной полосы и рухнул в канаву.                                                                                                  |
| 02.05.1953 | G-ALYV         | Калькутта    | 43/43   | Официальное расследование пришло к выводу, что причиной происшествия стало попадание в мощный шторм после взлёта. Однако после других катастроф самолёта, стало известно, ещё одним фактором стало ослабление конструкции из-за наличия усталостных трещин. |
| 25.06.1953 | F-BGSC         | Дакар        | 0/17    | Выкатился за пределы взлётно-посадочной полосы. |
| 25.07.1953 | G-ALYR         | Калькутта    | 0/42    | Повреждение стоек шасси во время руления. |
| 10.01.1954 | G-ALYP         | Эльба        | 35/35   | Разрушение в воздухе — взрывная декомпрессия, вызванная усталостью металла. |
| 08.04.1954 | G-ALYY         | Сан-Лучидо   | 21/21   | Разрушение в воздухе — взрывная декомпрессия, вызванная усталостью металла. |
| 03.06.1959 | XK663          | Норфолк      | 0/0     | Пожар в ангаре. |
| 27.08.1959 | LV-AHP         | Луке         | 2/50    | Приземлился раньше взлётно-посадочной полосы. |
| 20.02.1960 | LV-AHO         | Буэнос-Айрес | 0/6     | Загорелся после жёсткой посадки. Выполнял тренировочный полёт. |
| 23.11.1961 | LV-AHR         | Сан-Паулу    | 52/52   | Разбился вскоре после взлёта из-за ошибки экипажа. |
| 21.12.1961 | G-ARJM         | Анкара       | 27/34   | Разбился сразу после взлёта. |
| 19.07.1962 | SU-AMW         | Кхауяй       | 26/26   | Врезался в гору из-за того, что пилот начал снижение раньше необходимого. |
| 20.03.1963 | SA-R-7         | Кунео        | 18/18   | Врезался в гору во время снижения. |
| 28.07.1963 | SU-ALD         | Бомбей       | 63/63   | Во время разворота в условиях сильной турбулентности самолёт потерял управление и упал в море. |
| 22.03.1964 | G-APDH         | Сингапур     | 0/68    | Посадка с «козлением», сломалась правая стойка шасси. |
| 12.10.1967 | G-ARCO         | Кале         | 66/66   | Взрыв бомбы на борту. |
| 28.12.1968 | OD-ADR         | Бейрут       | 0/0     | Уничтожен в ходе рейда в аэропорту израильскими диверсантами в ответ на теракт в Афинах. |
| 28.12.1968 | OD-ADQ         | Бейрут       | 0/0     | Уничтожен в ходе рейда в аэропорту израильскими диверсантами в ответ на теракт в Афинах. |
| 28.12.1968 | OD-ADS         | Бейрут       | 0/0     | Уничтожен в ходе рейда в аэропорту израильскими диверсантами в ответ на теракт в Афинах. |
| 14.01.1970 | SU-ANI         | Аддис-Абеба  | 0/14    | Жёсткая посадка. |
| 09.02.1970 | SU-ALE         | Мюнхен       | 0/23    | Сразу после взлёта был вынужден вернуться в аэропорт из-за обледенения. Совершил жёсткую посадку и загорелся. |
| 24.03.1970 | LV-AHN         | Гавана       | 0/62    | Захвачен двумя угонщиками. Самолёт повреждений не получил. |
| 03.07.1970 | G-APDN         | Арбусьес     | 112/112 | Врезался в гору из-за ошибки экипажа и диспетчера. |
| 07.10.1970 | G-APDL         | Ньюкасл      | 0/9     | Тренировочный полёт. Получил повреждения во время посадки. |
| 02.01.1971 | SU-ALC         | Триполи      | 16/16   | Разбился во время захода на посадку ниже глиссады. |

## Технические характеристики

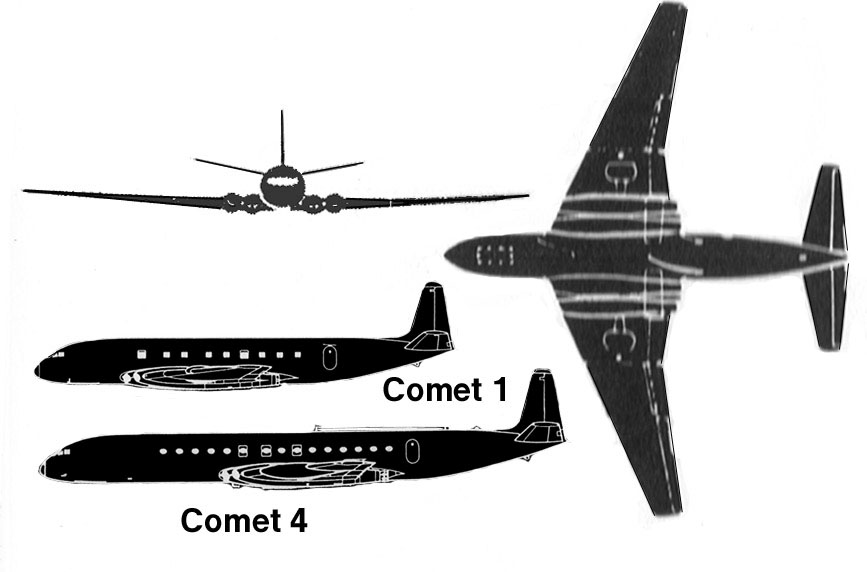
Различные модификации семейства Comet

В таблице приведены технические характеристики основных модификаций Де Хевилленд Комет:
| Характеристики                             | Comet 1                                       | Comet 4                                                     | Comet 4C                                                    |
| ------------------------------------------ | --------------------------------------------- | ----------------------------------------------------------- | ----------------------------------------------------------- |
| Длина                                      | 28,35 м                                       | 33,99 м                                                     | 35,97 м                                                     |
| Размах крыла                               | 35,05 м                                       | 35,05 м                                                     | 35,05 м                                                     |
| Высота                                     | 8,65 м                                        | 8,97 м                                                      | 8,97 м                                                      |
| Площадь крыла                              | 187,2 м²                                      | 197 м²                                                      | 197 м²                                                      |
| Масса пустого                              | 27 200 кг                                     | 32 929 кг                                                   | 35 610 кг                                                   |
| Максимальная взлётная масса                | 47 628 кг                                     | 70 762 кг                                                   | 73 482 кг                                                   |
| Максимальный запас топлива                 | 27300 л                                       | 40450 л                                                     | 40450 л                                                     |
| Максимальная скорость                      | 860 км/ч                                      | 860 км/ч                                                    | 800—805 км/ч                                                |
| Крейсерская скорость                       | 724 км/ч                                      | 813 км/ч                                                    | 805 км/ч                                                    |
| Дальность полёта при максимальной загрузке | 2400 км                                       | 5190 км                                                     | 4900 км                                                     |
| Расход топлива                             | 3800 кг/час                                   | 4400 кг/час                                                 | 4000 кг/час                                                 |
| Экипаж                                     | 4 человека                                    | от 3 до 5 человек                                           | от 3 до 5 человек                                           |
| Вместимость                                | 36 пассажиров                                 | до 81 пассажира                                             | до 101 пассажира                                            |
| Двигатели                                  | 4 турбореактивных Де Хевилленд Гост 50 Марк 1 | 4 турбореактивных Роллс-Ройс Эйвон 525 тягой 4763 кг каждый | 4 турбореактивных Роллс-Ройс Эйвон 525 тягой 4763 кг каждый |

### Схожие самолёты
- FMA I.Ae. 36 Cóndor
- Avro Jetliner
- Sud Aviation Caravelle
- Ту-104

## Комментарии
1. ↑  В ту же эпоху и Lockheed со своим Lockheed L-188 Electra, и Vickers с новаторским самолётом Vickers Viscount отбросили преимущества «чистого» реактивного двигателя и разработали авиалайнеры с турбовинтовыми двигателями[5].
2. ↑  Спецификация «Тип IV», выпущенная 3 февраля 1943 года, предусматривала «скоростной почтовый авиалайнер с газотурбинным двигателем»[6].
3. ↑  С 1944 по 1946 год конструкторская группа подготовила материалы по трёхмоторному двухфюзеляжному самолёту, трёхмоторному уткообразному самолёту с двигателями, установленными в задней части, и бесхвостому самолёту со стреловидным крылом и четырьмя двигателями в «подах»[8].
4. ↑  Крыло было кардинально переделано со стреловидности в 40 градусов[12].
5. ↑  Имя «Комета» ранее использовалось гоночным самолётом de Havilland DH.88, и было решено его использовать повторно[14].
6. ↑  British South American Airways объединилась с BOAC в 1949 году[4].
7. ↑  Секции фюзеляжа и носовая часть испытывались имитацией полёта на высоте до 70 000 футов (21 000 м) при температуре -70 °C[11].
8. ↑  Члены экипажа самолёта BOAC любили ставить ручку на торец и показывать это пассажирам; ручка неизменно оставалась в вертикальном положении на протяжении всего полёта[33].
9. ↑  «Мистраль» (Sud-Est SE 530/532/535, FB 53) — одноместная модификация реактивного истребителя de Havilland Vampire в варианте истребителя-бомбардировщика, состоявшая на вооружении ВВС Франции[44].

## Публикации
- Abzug, Malcolm J. and Eugene Larrabee. Airplane Stability and Control: A History of the Technologies That Made Aviation Possible. — 2nd ed. — Cambridge, UK: Cambridge University Press, 2002. — ISBN 0-521-80992-4.
- Birtles, P.J. The de Havilland Comet Srs. 1–4. (англ.) // Aircraft in Profile, Volume 5. — 1970.
- Darling, Kev. De Havilland Comet. — North Branch, MN: Specialty Press Publishers and Wholesalers, 2001. — 104 с. — ISBN 1-58007-036-1.
- Davies, R.E.G. and Philip J. Birtles. Comet: The World's First Jet Airliner. — McLean, Virginia: Paladwr Press, 1999. — ISBN 1-888962-14-3.
- Dick, Ron and Dan Patterson. 50 Aircraft That Changed the World. — Erin, Ontario, Canada: Boston Mills Press, 2010. — ISBN 978-1-55407-658-1.
- Francis, Decon. I Saw This Jet Liner Fly 500 m.p.h. (англ.) // Popular Science. — 1950. — May (no. 156(5)). — P. 98–104.
- Green, William and Gordon Swanborough, eds. Jet Jubilee (Part 2) (англ.) // Air International[англ.] : magazine. — 1977. — April (vol. 12, no. 4). — P. 171–180.
- Gunn, John. Challenging Horizons: Qantas 1939–1954 (англ.). — St Lucia, Queensland: University of Queensland Press, 1987. — ISBN 0702220175.
- Hill, Malcolm L. de Havilland's Comet: Pushing the Boundaries (англ.) // Airliners. — 2002. — July/August (vol. 15, no. 4).
- Jackson, A. J. British Civil Aircraft 1919–1972: Volume II. — 2nd ed., repr. with corrections. — London: Putnam, 1988. — ISBN 0-85177-813-5.
- Jones, Barry. Database: D.H. 106 Comet (англ.) // Aeroplane. — 2010. — April (vol. 38, no. 444).
- Kodera, Craig, Mike Machat and Jon Proctor. From Props to Jets: Commercial Aviation's Transition to the Jet Age 1952–1962. — North Branch, MN: Specialty Press, 2010. — 159 pages с. — ISBN 978-1-58007-146-8.
- Motem, John, ed. European Civil Background // The Putnam Aeronautical Review, Volume Three. — London: Conway Maritime Press, 1990. — ISBN 1-55750-676-0.
- Prins, François. World Beater: Homage to the DH. 106 Comet. (англ.) // Air Enthusiast. — 1998. — November/December (no. 78).
- Swanborough, F. G. Turbine-engined Airliners of the World (англ.). — London: Temple Press Books, 1962.
- Trischler, Helmuth and Stefan Zeilinger, eds. Tackling Transport, Volume 3 (Artefacts Series: Studies in the History of Science and Technology). — London: Science Museum, 2003. — vi, 186 pages с. — ISBN 1-900747-53-7.
- Walker, Timothy. The First Jet Airliner: The Story of the de Havilland Comet. — Newcastle upon Tyne, UK: Scoval Publishing Ltd., 2000. — ISBN 190223605X.
- Watkins, David. de Havilland Vampire: The Complete History. — UK: Budding Books, 1996. — ISBN 1-84015-023-8.
- Winchester, Jim, ed. De Havilland DH.106 Comet // Civil Aircraft (The Aviation Factfile). — Hoo: Grange, 2004. — 256 с. — ISBN 1-84013-642-1.